# Urletul lupilor
Urletul lupilor (în poloneză Wilcze echa) este un film de aventuri polonez pe ecran lat color din 1968, regizat de Aleksander Ścibor-Rylski.
Acțiunea filmului este inspirată din întâmplări reale și respectă convenția filmelor western. Filmul a fost produs de studioul de film „Rytm” și a avut premiera pe 14 aprilie 1968 în Polonia.

## Rezumat
Acțiunea filmului are loc în anul 1948, la câțiva ani după cel de-al Doilea Război Mondial, în Munții Beschizi. Această regiune montană sălbatică a Poloniei, situată la granița cu Ucraina de Vest (care aparținea atunci Uniunii Sovietice), a fost în acei ani scena unor întâmplări sângeroase și tragice. Luptători din detașamentele naționaliste ale Armatei Teritoriale Poloneze și din detașamentele banderiste ale OUN – UPA s-au stabilit în apropierea satului Derenica, devastat de război și depopulat, iar rapoartele posturilor de miliție consemnează săvârșirea a numeroase încălcări ale legii. Câteva unități, cu efective reduse, ale Trupelor de Grăniceri și Miliției Poloneze încearcă zadarnic să mențină ordinea aici.
Piotr Słotwina, un fost subofițer al Armatei Poloneze, eliberat din serviciu din cauza indisciplinei, vine în sat. Fiind originar din aceste locuri, el cunoaște foarte bine regiunea și oamenii și observă imediat că viața satului nu decurge normal. Postul de miliție, comandat anterior de prietenul său, Władeczek, a fost anihilat aproape complet de banda lui Moroń. Słotwina este contactat de tânăra Tekla și de iubitul ei, Witold, singurul dintre oamenii lui Władeczek care a supraviețuit atacului asupra postului de miliție, și decide să ajute organele de ordine în lupta lor cu bandele naționaliste. Activitatea sa este complicată de faptul că o comoară este ascunsă într-unul dintre numeroasele buncăre din pădure. Obiectivul principal al lui Słotwina este găsirea comorii lui Tryzub pentru a diminua motivația bandiților lui Moroń și a reuși astfel să anihileze banda.

## Distribuție
- Bruno O’Ya — subofițerul WOP/MO Piotr Słotwina
- Irena Karel⁠(d) — Tekla
- Zbigniew Dobrzyński — Witold Szczytko, iubitul Teklei
- Marek Perepeczko — Aldek Piwko
- Ryszard Pietruski — Łycar
- Mieczysław Stoor⁠(d) — Moroń, șeful bandei
- Andrzej Szalawski⁠(d) — maiorul Grabień
- Janusz Kłosiński⁠(d) — sătean din Derenica
- Zdzisław Kuźniar — „Pijawka” („Lipitoarea”), membru al bandei lui Moroń
- Stanisław Łopatowski — membru al bandei lui Moroń
- Leopold R. Nowak — „Dzidziuś”, membru al bandei lui Moroń
- Bronisław Pawlik⁠(d) — Tosiek Matuszczak
- Ryszard Ronczewski⁠(d) — „Misio”, membru al bandei lui Moroń
- Ryszard Kotys — soldat, subaltern al lui Słotwina (nemenționat)
- Adam Pawlikowski⁠(d) — un ofițer călare, subordonat al maiorului Grabień (nemenționat)

### Dublaj de voce
- Bogusz Bilewski⁠(d) — subofițerul Piotr Słotwina
- Artur Młodnicki — maiorul Grabień (nemenționat)

## Producție
Filmările au avut loc în munții Beschizii Mici⁠(d) (valea⁠(d) râului Wisłok), în zonele montane Połonina Wetlińska și Połonina Caryńska, în satul Hoszów (Biserica „Sf. Nicolae” din Hoszów⁠(d)), în orașul Ustrzyki Dolne (ul. Nadbrzeżna, fosta stație PTTK, zona fostului combinat de prelucrare a lemnului, râul Strwiaz, viaductul feroviar) și în satul Besko (moara de apă).